# Jean-Michel Parasiliti di Para
Jean-Michel Parasiliti di Para (Aix-en-Provence, 26 de marzo de 1942-Marmande, 16 de diciembre de 2017) fue un militar francés. Desde 2014 hasta su muerte se consideró a sí mismo pretendiente al trono del inexistente Reino de la Araucanía y la Patagonia (un intento de estado independiente creado por un aventurero francés en territorio mapuche, a finales del siglo XIX) y jefe de su casa real.

## Historia
Su ascendencia era siciliana.
Casado con dos hijos, Parasiliti di Para luchó con el ejército francés, participando en la guerra de Argelia. Posteriormente, trabajó profesionalmente en diversas instituciones sociales destinadas al cuidado de niños y adultos con discapacidad mental. Doctorado en historia de las civilizaciones, también estaba Diplomado en Trabajo Social y poseía el Máster en Ciencias Sociales y Humanas Aplicadas.
En 1972, comenzó a relacionarse con los miembros de la "Casa Real de la Araucanía y Patagonia" y Philippe Boiry, quien reclamaba el título de "Felipe I de Araucanía y Patagonia". Posteriormente fue presidente del Consejo del Reino.
Tras la muerte de Boiry el 5 de enero de 2014, el "Consejo del Reino de Araucania" eligió unánimemente a Jean-Michel Parasiliti dit Para como pretendiente al trono de Araucanía y Patagonia. Esta designación fue impugnada por otro ciudadano francés Stanislas Parvulesco, quien se tituló "Stanislas I".
Los pretendientes al trono de la Araucanía y la Patagonia  han sido considerados llamados monarcas de fantasía, «teniendo solo fantasiosas pretensiones de un reino sin existencia legal y sin reconocimiento internacional».
El 27 de agosto de 1873, el Tribunal Penal de París dictaminó que Antoine de Tounens, el primer rey de Araucanía y Patagonia, no justificó su estado como soberano.
En 1996, Philippe Boiry, pretendiente al trono de la Araucanía y la Patagonia demandó en el tribunal de París a un periodista argentino quien había declarado que: «el rey de la Patagonia fue un impostor y sus títulos tan falsos como su presunta majestad». El caso fue desestimado por el juez sobre la base de que los elementos producidos no permitían reconocer sus reclamos al título de rey de Araucania y Patagonia.

## Distinciones honoríficas
Nacionales
- Oficial de la Orden Nacional del Mérito (1995).
- Oficial de la Orden de las Palmas Académicas.
- Oficial de la Orden del Mérito Agrícola.
- Cruz de Combatiente.
- Medalla de Oro de Gratitud Francesa (2013).[15]
- Medalla del Norte de África.
- Medalla Conmemorativa de las Operaciones de Seguridad y Cumplimiento de la Ley, con distintivo de Argelia.
- Medalla de Honor al Trabajo, Clase Bermellón.
- Medalla de Oro de la Juventud y los Deportes.
- Medalla de Honor por la Protección Judicial de la Juventud.

Extranjeras
- Caballero Gran Cruz de Justicia de la Orden de San Lázaro de Jerusalén (2005).